# Exocentrus fulvobrunneus
Exocentrus fulvobrunneus là một loài bọ cánh cứng trong họ Cerambycidae.